# Margos (distrito)
O Distrito peruano de Margos é um dos onze distritos que formam a Província de Huánuco, situada no Departamento de Huánuco, pertencente a Região Huánuco, na zona central do Peru.

## Transporte
O distrito de Margos é servido pela seguinte rodovia:
- HU-111, que liga a cidade de Jesús ao distrito de Quisqui[1][2][3]